# فتيات كيه آر تي

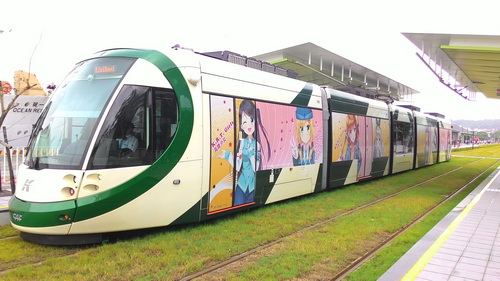

فتيات K.R.T (بالصينية: 高捷少女) هم أربع شخصيات خيالية بتصميم الأنمي يعملن كتميمة حظ لشركة كاوشيونغ للنقل السريع، وهي شركة نقل تغطي متروبولية كاوهسيونغ في تايوان. حيث تتكون الفتيات من سايو تشونغ (小穹) وهي عاملة محطة في يانغ تشينغ بو، وإميليا وهي فتاة من أصول ألمانية وتايوانية تعمل كسائقة قطار، وتشي إر (婕兒) ميكانيكية في القطار، وناي ناي (耐耐) تعمل مذيعة في القطار.